# Hundarna i Riga
Hundarna i Riga är en kriminalroman från 1992 av Henning Mankell. Romanen är den andra av tolv om poliskommissarie Kurt Wallander.
Romanen filmatiserades 1995 med Rolf Lassgård som Kurt Wallander. Den har spelats in som ljudbok med Reine Brynolfsson som uppläsare.

## Handling
En vinterdag 1991 flyter en räddningsflotte i land vid den skånska sydkusten. I flotten ligger två män, mördade. Kurt Wallander och hans kollegor vid Ystadpolisen har hand om fallet där spåren leder till Lettland och Riga.